# Herbert Pixner
Herbert Pixner (Merano, 11 ottobre 1975) è un musicista e compositore italiano di musica folk.

## Biografia e attività
Originario della Val Passiria dove è cresciuto nella fattoria di famiglia, dopo aver imparato l'uso del clarinetto da Sigmund Hofer, dall'età di 16 anni suona la fisarmonica diatonica, che impara invece da autodidatta, e nella quale si specializza in un conservatorio in Carinzia, che frequenta dal 1995 al 2001. Dal 1989 al 1992 aveva frequentato un seminario di musica folk.
Dal 1998 al 2010 ha lavorato alla RAI Sender Bozen come conduttore radiofonico e televisivo.
Fondatore di diversi gruppi musicali folkloristici assieme a colleghi austriaci e bavaresi, dal 2006 Pixner è front-cover del gruppo Herbert Pixner Projekt, attivo in Austria.